# 新春黄金シリーズ
新春黄金シリーズは、新日本プロレスが主催するプロレス興行。

## 概要
新日本の正月興行としては1973年の『新春バッファローシリーズ』として行われ、翌74年から新春黄金シリーズの名称となる。ただし86年と87年はニューイヤーダッシュに変えていた以外は1990年まで使用されていた。原則開幕戦は金曜日、最終戦は木曜日に設定され、その模様は全国朝日放送（NETテレビ）『ワールドプロレスリング』で実況中継されていた。以降新日本の正月興行は1.4東京ドーム大会に定着する。
2022年に50周年特別興業として久しぶりの開催となったシリーズ
前哨戦は仙台、大阪などで行われ北海きたえーるで最終戦をむかえる。

## 試合結果

### 2022

#### 新春黄金シリーズ(2月11日)
| 第0試合 20分1本勝負                                 |                                             |                                                      |
| ○本間朋晃                                           | 7分02秒 逆エビ固め                          | 大岩陵平●                                            |
| ※16時30分開始予定                                   |                                             |                                                      |
| 第1試合 20分1本勝負                                 |                                             |                                                      |
| ●BUSHI 高橋ヒロム                                   | 9分05秒 ジャックナイフ式エビ固め            | DOUKI 金丸義信○                                      |
| 第2試合 30分1本勝負                                 |                                             |                                                      |
| 天山広吉 後藤洋央紀 ○石井智宏                       | 8分35秒 スライディングラリアット→片エビ固め | ディック東郷● 高橋裕二郎 EVIL                        |
| 第3試合 30分1本勝負                                 |                                             |                                                      |
| ○田口隆祐 真壁刀義 矢野通                           | 9分08秒 オーマイ&ガーアンクル               | TAKAみちのく● タイチ 鈴木みのる                      |
| 第4試合 30分1本勝負                                 |                                             |                                                      |
| ●小島聡                                             | 11分01秒 エリミネーター→体固め              | グレート-O-カーン○                                   |
| 第5試合 30分1本勝負                                 |                                             |                                                      |
| ●永田裕志 棚橋弘至 オカダ・カズチカ                 | 18分06秒 レフェリーストップ                 | 鷹木信悟 SANADA○ 内藤哲也                            |
| 第6試合 30分1本勝負 ■スペシャルシングルマッチ       |                                             |                                                      |
| ○タイガーマスク                                     | 15分20秒 リバースダブルアームバー           | 外道●                                                |
| 第7試合 30分1本勝負 ■スペシャルシングルマッチ       |                                             |                                                      |
| ●YOH                                                | 22分26秒 ショックアロー→片エビ固め          | SHO○                                                 |
| 第8試合 60分1本勝負 ■IWGPジュニアヘビー級選手権試合 |                                             |                                                      |
| マスター・ワト (挑戦者)                             | 28分50秒 ヌメロ・ドス                       | エル・デスペラード○ (第91代IWGPジュニアヘビー級王者) |
| ※王者が2度目の防衛に成功。                          |                                             |                                                      |

#### 新春黄金シリーズ(2月13日)
| 第0試合 20分1本勝負                                                     |                                   |                                             |
| 大岩陵平 小島聡 ○天山広吉                                               | 11分07秒 抱え込み式逆固め         | 藤田晃生● 本間朋晃 永田裕志                 |
| ※16時30分開始予定                                                       |                                   |                                             |
| 第1試合 20分1本勝負                                                     |                                   |                                             |
| ○YOH YOSHI-HASHI 後藤洋央紀                                             | 9分49秒 ファイブスタークラッチ    | SHO ディック東郷● 高橋裕二郎                |
| 第2試合 20分1本勝負                                                     |                                   |                                             |
| ●真壁刀義                                                               | 7分15秒 エリミネーター→体固め     | グレート-O-カーン○                          |
| 第3試合 30分1本勝負                                                     |                                   |                                             |
| BUSHI 高橋ヒロム ○鷹木信悟                                              | 10分18秒 パンピングボンバー       | DOUKI● 金丸義信 タイチ                      |
| 第4試合 30分1本勝負                                                     |                                   |                                             |
| ○田口隆祐 マスター・ワト 矢野通                                         | 9分17秒 No.9→片エビ固め           | TAKAみちのく● エル・デスペラード 鈴木みのる |
| 第5試合 30分1本勝負 ■スペシャルシングルマッチ                           |                                   |                                             |
| ○タイガーマスク                                                         | 10分46秒 反則                     | エル・ファンタズモ●                         |
| 第6試合 30分1本勝負 ■スペシャルシングルマッチ                           |                                   |                                             |
| ○ロビー・イーグルス                                                     | 11分10秒 ロン・ミラー・スペシャル | 石森太二●                                   |
| 第7試合 60分1本勝負 ■NEVER無差別級選手権試合 ランバージャックデスマッチ |                                   |                                             |
| ●石井智宏 (挑戦者)                                                      | 20分35秒 EVIL→片エビ固め          | EVIL○ (第35代NEVER無差別級王者)             |
| ※王者が初防衛に成功。                                                   |                                   |                                             |
| 第8試合 60分1本勝負 ■スペシャルタッグマッチ                             |                                   |                                             |
| ●棚橋弘至 オカダ・カズチカ                                              | 33分28秒 デスティーノ→片エビ固め  | SANADA 内藤哲也○                            |

#### 新春黄金シリーズ(2月19日)
| 第1試合 20分1本勝負                                                                                     |                                                |                                                                               |
| ●藤田晃生 真壁刀義                                                                                      | 6分59秒 イタリアンストレッチNo.32              | DOUKI○ TAKAみちのく                                                           |
| 第2試合 20分1本勝負                                                                                     |                                                |                                                                               |
| ●大岩陵平 矢野通                                                                                        | 8分02秒 拷問コブラツイスト                     | タイチ○ 鈴木みのる                                                            |
| 第3試合 30分1本勝負                                                                                     |                                                |                                                                               |
| ○YOH 石井智宏                                                                                           | 10分37秒 Out Of Print                          | SHO ディック東郷●                                                             |
| 第4試合 30分1本勝負                                                                                     |                                                |                                                                               |
| ●本間朋晃                                                                                               | 12分15秒 エリミネーター→体固め                 | グレート-O-カーン○                                                            |
| 第5試合 30分1本勝負                                                                                     |                                                |                                                                               |
| ○永田裕志 小島聡 オカダ・カズチカ                                                                       | 18分03秒 ラスト・オブ・ザ・ドラゴン→片エビ固め | 高橋ヒロム 鷹木信悟● 内藤哲也                                                 |
| 第6試合 30分1本勝負 ■IWGPジュニアタッグ選手権試合4WAYマッチ                                             |                                                |                                                                               |
| ●タイガーマスク ロビー・イーグルス (第68代IWGPジュニアタッグ王者組) マスター・ワト ○田口隆祐 (挑戦者組) | 12分22秒 No.9→片エビ固め                       | 金丸義信 エル・デスペラード (挑戦者組) エル・ファンタズモ 石森太二 (挑戦者組) |
| ※王者組が2度目の防衛に失敗、挑戦者組(6or9)が新王者組となる。                                            |                                                |                                                                               |
| 第7試合 60分1本勝負 ■IWGPタッグ選手権試合                                                               |                                                |                                                                               |
| ○YOSHI-HASHI 後藤洋央紀 (第92代IWGPタッグ王者組)                                                        | 16分55秒 消灯→エビ固め                         | 高橋裕二郎● EVIL (挑戦者組)                                                   |
| ※王者組が初防衛に成功。                                                                                 |                                                |                                                                               |
| 第8試合 60分1本勝負 ■IWGP USヘビー級選手権試合                                                          |                                                |                                                                               |
| ●棚橋弘至 (第12代IWGP USヘビー級王者)                                                                   | 29分26秒 オコーナーブリッジ                    | SANADA○ (挑戦者)                                                              |
| ※王者が初防衛に失敗、挑戦者が新王者となる。                                                             |                                                |                                                                               |

#### 新春黄金シリーズ(2月20日)
| 第1試合 20分1本勝負 |                                                |                                                           |
| ●藤田晃生 タイガーマスク ロビー・イーグルス                                                                                               | 6分44秒 ブラディークロス→片エビ固め            | 邪道 エル・ファンタズモ 石森太二○                         |
| 第2試合 20分1本勝負 |                                                |                                                           |
| ●大岩陵平 石井智宏 | 9分11秒 デンジャラスバックドロップ→体固め      | DOUKI タイチ○                                             |
| 第3試合 30分1本勝負 |                                                |                                                           |
| マスター・ワト ○田口隆祐 | 10分31秒 首固め                                | 金丸義信● エル・デスペラード                              |
| 第4試合 30分1本勝負 |                                                |                                                           |
| ●小島聡 | 10分23秒 エリミネーター→体固め                 | グレート-O-カーン○                                        |
| 第5試合 30分1本勝負 |                                                |                                                           |
| ●本間朋晃 永田裕志 真壁刀義 棚橋弘至 | 11分16秒 ラスト・オブ・ザ・ドラゴン→片エビ固め | BUSHI 高橋ヒロム 鷹木信悟○ SANADA                         |
| 第6試合 時間無制限1本勝負 ■『KOPW2022』争奪戦ドッグケージ・デスマッチ                                                                     |                                                |                                                           |
| ○矢野通 (挑戦者) | 13分48秒 ドッグケージ収監                      | 鈴木みのる● (KOPW2022保持者)                              |
| ※保持者が初防衛に失敗、挑戦者が新保持者となる。 ※ドッグケージに相手を入れた選手を勝者とする。ピンフォール、リングアウト、反則裁定はなし。 |                                                |                                                           |
| 第7試合 60分1本勝負 ■NEVER無差別級6人タッグ選手権試合                                                                                     |                                                |                                                           |
| YOH ●YOSHI-HASHI 後藤洋央紀 (挑戦者組) | 17分07秒 BIG JUICE→体固め                      | SHO 高橋裕二郎○ EVIL (第22代NEVER無差別級6人タッグ王者組) |
| ※王者組が2度目の防衛に成功。 |                                                |                                                           |
| 第8試合 60分1本勝負 ■IWGP世界ヘビー級選手権試合                                                                                           |                                                |                                                           |
| ○オカダ・カズチカ (第4代IWGP世界ヘビー級王者)                                                                                             | 29分34秒 レインメーカー→片エビ固め             | 内藤哲也● (挑戦者)                                        |
| ※王者が2度目の防衛に成功 |                                                |                                                           |